# Asceua expugnatrix
Asceua expugnatrix is een spinnensoort in de taxonomische indeling van de mierenjagers (Zodariidae).
Het dier behoort tot het geslacht Asceua. De wetenschappelijke naam van de soort werd voor het eerst geldig gepubliceerd in 1995 door Rudy Jocqué.